# Tranvia Como-Fino-Saronno
La tranvia Como-Fino-Saronno era una linea tranviaria interurbana, esercitata a vapore, che collegava la città di Como con Saronno.
La tranvia rimase in esercizio dal 1880 al 1898, venendo poi trasformata nella ferrovia Saronno-Como.

## Storia
Su richiesta avanzata nel 1879 dai signori Felice Rodriguez, Giulio Zerbi, Giacinto Lazzaroni e Angelo Minoretti, la concessione per la costruzione e l'esercizio di una tranvia tra Saronno e Como passante per Fino Mornasco fu accordata lo stesso anno alla Società Anonima del Tramway Como-Fino-Saronno e Fino-San Pietro Martire, costituita appositamente. Il relativo progetto venne approvato dal Consiglio superiore dei lavori pubblici il giorno 15 novembre.
Autorizzato l'esercizio con trazione a vapore con decreto del 29 agosto 1880, la linea fu attivata il successivo 8 ottobre da Saronno a Camerlata; il 4 aprile 1881 fu la volta del tratto da Camerlata a Como.
Dopo alcuni mesi, la società cedette l'esercizio alla Società Ferrovie del Ticino (SFT), che già gestiva una vasta rete ferro-tranviaria; ma già nel 1888 la SFT cedette la linea alle Ferrovie Nord Milano (FNM).
Poiché la tratta finale della tranvia correva parallela alla ferrovia Como-Varese-Laveno, anch'essa delle FNM, la società decise di sopprimere tale sezione, e di trasformare in ferrovia il tratto da Fino a Saronno, raccordandolo a Grandate alla linea ferroviaria suddetta.
Facendo seguito alla relativa convenzione ratificata con Regio decreto n. 1592 del 6 dicembre 1896 e in esecuzione dell'ordine di servizio n. 7 del 31 luglio 1898, il 1º agosto di tale anno la tranvia fu formalmente trasformata in ferrovia.
Successivamente vennero attivate alcune varianti di tracciato per rendere il traffico ferroviario indipendente da quello stradale.
Parte del percorso, fra Como porta Torre e Camerlata, venne in seguito ricalcato dai binari della rete tranviaria di Como.

## Caratteristiche
Pur classificata come tranvia, la linea possedeva caratteristiche spiccatamente ferroviarie, con 14,6 km sul totale di 23,8 costruiti in sede propria. Gli stessi rotabili impiegati disponevano di organi di trazione e repulsione di tipo ferroviario in luogo del solo respingente centrale tranviario.

### Percorso
| Unknown route-map component "uexKBHFa" |

| Unknown route-map component "uexBHF" |

| Unknown route-map component "uexBHF" |

| Unknown route-map component "uexHST" |

| Unknown route-map component "uexBHF" |

| Unknown route-map component "uexHST" |

| Unknown route-map component "uexBHF" |

| Unknown route-map component "uexWBRÜCKE1" |

| Unknown route-map component "uexHST" |

| Unknown route-map component "uexHST" |

| Unknown route-map component "uexHST" |

| Unknown route-map component "uexHST" |

| Station on track |

| Continuation forward |

La linea partiva dalla stazione della ferrovia per Milano. Uscita da Saronno la tranvia impegnava la provinciale per Fino Mornasco attraversando Rovello Porro, Manera, Lomazzo e Caslino al Piano. Sul tratto tra Fino Mornasco e Camerlata veniva attraversata Grandate; entrata a Como, la linea terminava presso la porta di Sant'Agostino, situata nel futuro lungo Lario Trento.
Se il tratto iniziale in sede propria fra Saronno e Fino ricalcava pressoché per intero quello della successiva ferrovia, la successiva discesa verso Como impegnava dapprima la sede della futura strada statale 35 dei Giovi e in seguito la ripida strada detta Napoleona, caratterizzata da pendenze che raggiungevano il 53 per mille. La velocità massima ammessa era di 40 km/h; il raggio di curva minimo era di 200 metri in piena linea, valore che si riduceva a 85 metri a Como. Oltre ai capolinea esistevano dieci tra stazioni e fermate: solo a Camerlata, Grandate e Cadorago erano possibili incroci.

## Materiale rotabile
Sulla tranvia prestarono servizio sette locomotive a vapore bidirezionali di tipo tranviario, realizzate tra il 1880 e il 1881 dalla Maschinenfabrik Emil Kessler di Esslingen. I rotabili comprendevano anche venticinque carrozze a due assi, quattro pianali, quattro carri chiusi e due bagagliai.

### Materiale motore - prospetto di sintesi[7]
| Unità          | Anno di costruzione | Costruttore | N. costruzione | Rodiggio | Note                                                        |
| -------------- | ------------------- | ----------- | -------------- | -------- | ----------------------------------------------------------- |
| 1 - Como       | 1880                | Kessler     | 1784           | C        | Ceduta alla TVPVV, quindi alla tranvia Monza-Trezzo-Bergamo |
| 2 - Saronno    | 1880                | Kessler     | 1785           | C        |                                                             |
| 3 - Camerlata  | 1880                | Kessler     | 1786           | C        |                                                             |
| 4 - Lomazzo    | 1880                | Kessler     | 1787           | C        |                                                             |
| 5 - Rovellasca | 1880                | Kessler     | 1810           | C        | Risultava ancora esistente nel 1963                         |
| 11 - Lario     | 1881                | Kessler     | 1836           | C        |                                                             |
| 12 - Ceresio   | 1881                | Kessler     | 1837           | C        |                                                             |